# Asaka (Saitama)
Asaka (朝霞市 Asaka-shi?) es una ciudad localizada en Saitama, Japón. Según el censo de 2020, tiene una población de 141036 habitantes. La ciudad fue fundada el 15 de marzo de 1967.

## Economía

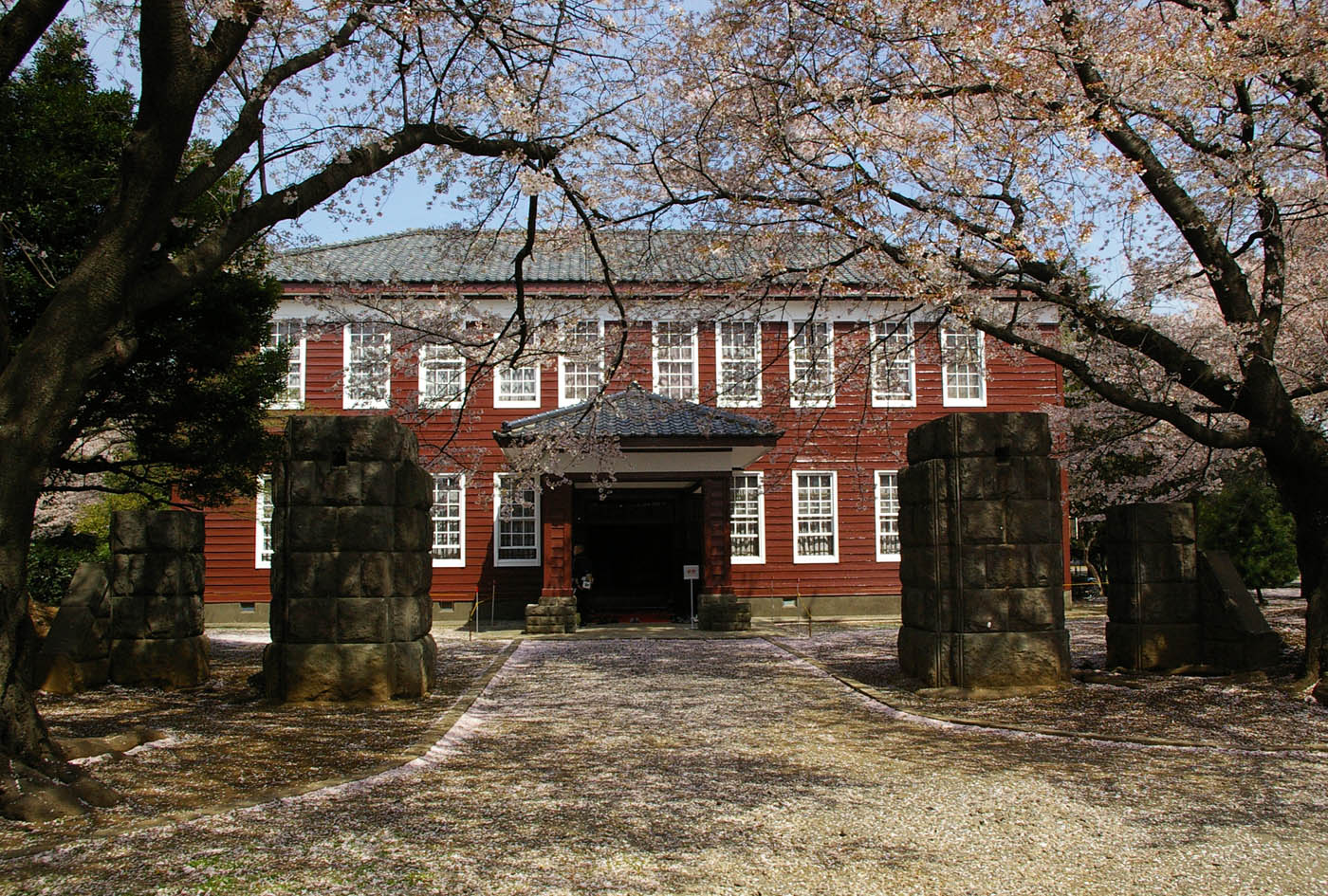

Debido a su localización, Asaka es principalmente una ciudad dormitorio de Tokio. Más del 37% de su población viaja diariamente a la metrópolis para trabajar.